# Diaporama
Diaporama – spektakl multimedialny, którego tworzywem są nieruchome obrazy w postaci przezroczy rzutowanych na ekran i zsynchronizowany z nimi dźwięk. Ścieżkę dźwiękową może stanowić muzyka, nagrane dźwięki, słowo czytane itp.
Dźwięk i obraz stanowiącą w tej formie wyrazu nierozerwalną całość. W efekcie otrzymujemy oryginalną formę przekazu autorskiego plasującą się pomiędzy filmem, a niezależnymi od siebie prezentacjami zdjęć i form dźwiękowych.
Diaporamą nie jest pokaz przezroczy do muzyki odtwarzanej w tle. Taką prezentację nazywa się pokazem przezroczy albo pokazem slajdów (ang. slideshow).
Od strony technicznej diaporama jest projekcją (również wielkoformatową – np. sale kinowe) przezroczy wyświetlanych z kilku (przynajmniej dwóch) rzutników dla uzyskania efektu przenikania się obrazów. Polskie duety autorskie lat 80. XX wieku demonstrowały pełne projekcje przy pomocy 9, a nawet 12 rzutników przezroczy. Do najbardziej znanych polskich diaporamistów należeli Ryszard Kopeć i Kazimierz Kwiatkowski, którzy zajmowali się równocześnie fotografią artystyczną. Swoje prace prezentowali w salach Ośrodków Kultury lubińskiego KGHM, Szczecina i innych ważnych dla diaporamy polskiej miejsc. Diaporamą zajmował się też m.in. znany muzyk i instrumentalista – Marek Biliński.
Obecnie w wyniku rozpowszechnienia daleko idącej „mechanizacji” procesu twórczego za sprawą rozwoju zautomatyzowanych technik multimedialnych (gotowe schematy twórcze) i fotografii cyfrowej (zanik powszechności wykorzystywania dla potrzeb fotografii materiałów światłoczułych – w tym niezbędnych dla diaporamy błon diapozytywowych (stąd nazwa diaporama) doszło do marginalizacji działań twórczych w tej dziedzinie.
Diaporama ma jednak nadal (podobnie jak malarstwo czy poezja) grono wiernych twórców starających się właśnie w ten sposób wyrażać siebie i swój sposób postrzegania świata.